# Виссер, Ингрид (биолог)
Ингрид Наташа Виссер (англ. Ingrid Natasha Visser; родилась 20 февраля 1966 года, Лоуэр-Хатт, Веллингтон, Новая Зеландия) — новозеландская морской биолог, изучающая косаток. Она регулярно читает лекции на эту тему на борту лайнеров в Антарктике и снялась в нескольких документальных фильмах о косатках.

## Ранние годы
Виссер родилась в Лоуэр-Хатте, Веллингтон (Новая Зеландия). Её родители были нидерландскими иммигрантами, переехавшими в Новую Зеландию в 1950-х годах. После её рождения они получили гражданство Новой Зеландии.
С июня 1982 года по ноябрь 1986 года Виссер плавала с родителями и сестрой на борту 17-метровой яхты вокруг света. Яхта прошла более 93 тысяч км и посетила более 40 стран.

## Образование
Виссер имеет три университетские степени: бакалавра наук (Университет Мэсси), магистра наук и доктора философии (обе — Университет Окленда). Виссер изучает косаток (Orcinus orca) и работает с ними с 1992 года. Её докторская диссертация 2000 году стала первым научным исследованием косаток в водах Новой Зеландии.

## Научная работа
Её исследования косаток публиковались в международных научных журналах с 1998 года, многие из этих публикаций доступны на веб-сайте Orca Research Trust.
В 2002 году изыскания Виссер сыграли решающую роль в изменении правительством Новой Зеландии классификации состояния новозеландских косаток в системе классификации угроз Новой Зеландии с «обычного» на «критического на национальном уровне» (Nationally Critical). Это эквивалент охранного статуса «виды, находящиеся под критической угрозой» в международном списке МСОП.

## Публикации
За её авторством вышло множество популярных статей, а её фотографии появились в таких журналах, как National Geographic, BBC Wildlife, New Zealand Geographic и An Encyclopedia of New Zealand.
Виссер основала Фонд исследований косаток и Каталог идентификации антарктических косаток, а также была соучредительницей некоммерческих организаций Punta Norte Orca Research, все из которых занимаются исследованиями косаток. Она также создала организацию Adopt an Orca для содействия сбору средств и повышения осведомленности общественности.
Виссер написала автобиографию «Плавая с косатками» (Swimming with Orca), ставшую финалистом в категории «Экология» новозеландской книжной премии Montana Book Awards, а также две детские книги: «Я люблю косаток» (I Love Killer Whales) и «Косатки» (The Orca). Последняя была переведена на язык маори и в настоящее время находится в печати как двуязычное издание на английском и испанском языках.
Виссер работает гидом в различных экотуристических турах: от плавания с китами до посещения Антарктиды. Она также выступает публичным оратором.

## Избранные публикации
- Orca (Orcinus orca) in New Zealand waters (Ph.D. Dissertation).[7]
- Antarctic peninsula killer whales (Orcinus orca) hunt seals and a penguin on floating ice. Marine Mammal Science.[8]
- Cookie Cutter Shark (Isistius sp.) Bites on Cetaceans, with Particular Reference to Killer Whales (Orca) (Orcinus orca). Aquatic Mammals.[9]
- Stranding, resighting, and boat strike of a killer whale (Orcinus orca) off New Zealand. Aquatic Mammals.[10]

## Другая деятельность
Виссер является членом австралийско-новозеландского отделения Клуба первооткрывателей (The Explorers Club) и продолжает путешествовать по миру в поисках косаток. Она опубликовала первую рукопись о косатках Папуа-Новой Гвинеи и регулярно приезжает на курорт Walindi Plantation Resort, чтобы проводить там полевые исследования.
Она является председателем Фонда «Освободите Моргана» (Free Morgan Foundation) — организации, участвующей в борьбе за освобождение косатки Моргана, находящейся в неволе в Европе, и выступала по этому поводу в суде.
В сентябре 2010 года она стала соучредителем Whale Rescue — организации волонтёров, использующих своё оборудование, логистические и практические знания для спасения китообразных.
В июне 2017 года она выступила в качестве свидетеля в сенатском комитете по рыболовству и океанам в Сенате Канады в поддержку законопроекта S-203, который сделал бы незаконным содержание китообразных и китов в неволе в Канаде.

## Документальные фильмы
Виссер принимала участие в создании документальных фильмов, посвященных её исследованиям косаток. На сайте IMDb перечислены некоторые из ее работ:
- Discovery Channel «Косатки: Убийцы, которых я знал»  (1997)
- Animal Planet, «Untamed & Uncut: Killer Whales Attack a Seal»
- Фильм PBS и Жана-Мишеля Кусто «Зов касатки» (2009)
- BBC Two «Женщина, которая плавает с косатками» (2011—2012)[15]
- Роберт Марк Леманн «0800 See Orca» (2022)